# Замчалов, Григорий Емельянович
Григорий Емельянович Замчалов (7 марта 1901 года — ?) — русский советский детский писатель. Член Союза писателей.

## Биография
Родился в деревне Митякино (ныне — в Руднянском районе Волгоградской области) в крестьянской семье. Его родители были бедны и неграмотны. В поисках лучшей доли вместе с несколькими другими семьями Замчаловы переехали в Туркестан. Чтобы помогать семье, Григорий работал в типографии, в магазине и скорняжной мастерской. Однако это не помешало ему сдать экстерном экзамены за три класса прогимназии и поступить на последний год в четвёртый, а затем продолжить образование в Туркменском народном университете. По окончании университета Замчалов работал в госучреждениях, проходил службу в Красной Армии, работал учителем в школах.
В 1929 году Замчалов начал печататься в детских журналах. Появились его рассказы о детях дореволюционной деревни: «Велосипеды», «Первый выгон», «Хлеб», «Курносая», а в 1931 году эту тему продолжила повесть «Углей, углей». В это же время Замчалов познакомился с писательницей Ольгой Перовской, которая стала его женой и соавтором: в 1934 году вышла их совместная книга «Остров в степи», посвящённая заповеднику Аскания-Нова. В 1935 году Замчалов написал повесть о пионерском лагере и коллективизации «Счастливый город».
Работу писателя прервала Великая Отечественная война. Он вступил в народное ополчение и ушёл на фронт в составе писательской роты 22-го стрелкового полка 8-й Краснопресненской дивизии. Его дальнейшая судьба до конца не выяснена: одни источники указывают, что он погиб в сентябре, однако более вероятно, что Замчалов оказался в окружении под Вязьмой и погиб в октябре 1941 года. По официальным документам числится пропавшим без вести в декабре 1941 года.
Его неоконченная из-за войны повесть «Золотое руно» об овцеводческом совхозе завершена Ольгой Перовской и опубликована в 1957 году. Годом ранее свет увидела другая книга — «Красный фартук» (1956).
Имя Григория Замчалова высечено на мемориальной доске в Центральном доме литераторов в Москве.

## Сочинения

### Рассказы
- Куриный разбойник (1929)
- Курносая (1929)
- Мишка в беде (1929)
- Первый выгон (1929)
- Помочь. Хлеб. (1929)
- Садок (1929)
- Велосипеды (1930)
- На бахчу (1930)
- Наши дела (1930)
- Сорвалась с крючка (1930)
- Трясина (1930)
- Яблоки (1930)
- Талант (1931)
- Остров в степи (1934, сборник, совместно с О. Перовской)
- Великан (1939, сборник)
- Красный фартук (1956)

### Повести
- Углей, углей (1931)
- Счастливый город (1935)
- Золотое руно (1957, завершена О. Перовской)